# Mongala tartomány
A Mongala tartomány (Province de Mongala) a Kongói Demokratikus Köztársaság 2005-ös alkotmánya által létrehozott közigazgatási egység. Az alkotmány csak többszöri halasztás után, 2015-ben lépett hatályba. Az új alkotmány a korábbi Egyenlítői tartományt öt részre osztotta fel, melyeknek egyike lett Mongala tartomány, az Egyenlítői tartomány korábbi körzete. A tartomány az ország északi részében fekszik. Keleten az Alsó-Uele és a Tshopo tartományok, délen a Tshuapa tartomány, nyugaton a Dél-Ubangi tartomány és az új Egyenlítői tartomány határolja. Fővárosa Lisala. A tartomány nemzeti nyelve a lingala.

## Története
- 1963-1966, A tartomány neve Moyen-Congo;
- 1963-ban Bumba város kiszakad a tartományból, önálló kormányzatot alakítva;
- 1966. április 25., Mobutu kormánya alatt a tartományt a Cuvette Centrale és az Ubangi tartományokkal összevonva létrejön az Egyenlítői tartomány.
- 2009. február 18., A 2006-ban elfogadott új alkotmány önálló tartományi rangot ad neki.

## Moyen-Congo elnökei (később kormányzói)
- 1963. április 6. - 1964. június,  Laurent Eketebi (de facto 1962. szeptember 15-től)
- 1963. április - 1963. július 30., Denis Akundji (a szakadár Bumba tartomány elnöke)
- 1964. június 23. - 1965. augusztus 10., Augustin Engwanda
- 1965. augusztus 10 - 1966. április 25., Denis Sakombi

## Területi felosztása
A tartomány körzetei az új alkotmány szerint:
- Lisala
- Bumba
- Bomgandanga